# North Havra
North Havra est une île des Shetland.